# Boroviće, Raška
Boroviće (izvirno srbsko Боровиће) je naselje v Srbiji, ki upravno spada pod Občino Raška; slednja pa je del Raškega upravnega okraja.

## Demografija
V naselju, katerega izvirno (srbsko-cirilično) ime je Боровиће, živi 160 polnoletnih prebivalcev, pri čemer je njihova povprečna starost 53,6 let (48,8 pri moških in 58,0 pri ženskah). Naselje ima 71 gospodinjstev, pri čemer je povprečno število članov na gospodinjstvo 2,49.
To naselje je, glede na rezultate popisa iz leta 2002, večinoma srbsko, a v času zadnjih treh popisov je opazno zmanjšanje števila prebivalcev.
|  |

| Demografija | Demografija     | Demografija     |
| Leto        | Št. prebivalcev | Št. prebivalcev |
| ----------- | --------------- | --------------- |
|             |                 |                 |
|             |                 |                 |
|             |                 |                 |
|             |                 |                 |
| 1948        | 530             |                 |
| 1953        | 563             |                 |
| 1961        | 569             |                 |
| 1971        | 527             |                 |
| 1981        | 391             |                 |
| 1991        | 259             | 248             |
| 2002        | 191             | 177             |
|             |                 |                 |

| Etnična sestava po popisu iz leta 2002 | Etnična sestava po popisu iz leta 2002 | Etnična sestava po popisu iz leta 2002 | Etnična sestava po popisu iz leta 2002 | Etnična sestava po popisu iz leta 2002 |
| -------------------------------------- | -------------------------------------- | -------------------------------------- | -------------------------------------- | -------------------------------------- |
| Srbi                                   | Srbi                                   |                                        | 176                                    | 99,43%                                 |
| Neznano                                | Neznano                                |                                        | 0                                      | 0,0%                                   |